# Афгано-іранські відносини

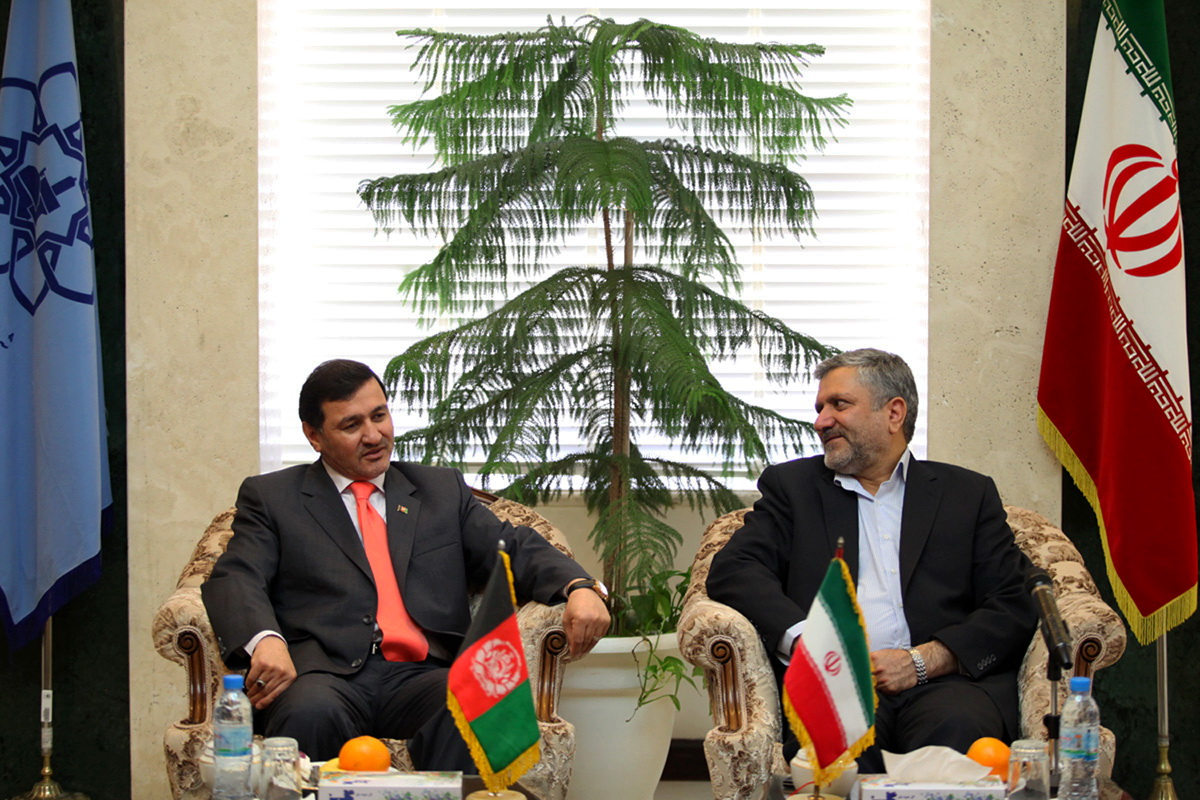
Генеральний консул Афганістану Совлат Мортазаві на зустрічі з мером Мешхеда Мохаммадом Седдігі

Афгано-іранські відносини — двосторонні відносини між Ісламським Еміратом Афганістан та Іраном. У 1935 встановлено дипломатичні відносини між країнами, під час правління афганського короля Захір-Шаха та іранської династії Пахлаві. Протяжність державного кордону між країнами становить 921 км.

Карта поширення перської мови, розділеної між двома державами.

Країни є близькими за мовою та культурою. Державна мова Ірану та державні мови Афганістану належать до перської мови, завдяки чому жителі Афганістану та Ірану вільно розуміють одне одного. Афганістан поряд з Таджикистаном входить до зони впливу Ірану, у контексті Паніранізму.

## Порівняльна характеристика
|                     | Іран                                          | Афганістан                                 |
| ------------------- | --------------------------------------------- | ------------------------------------------ |
| Населення           | 80 840 513                                    | 31 108 077                                 |
| Терен               | 1 648 000 км²                                 | 652 864 км²                                |
| Плотність населення | 48 ос./км²                                    | 43,5 ос./км²                               |
| Столица             | Тегеран                                       | Кабул                                      |
| Найбільше місто     | Тегеран                                       | Кабул                                      |
| Уряд                | Ісламська республіка                          | Президентська республіка                   |
| Мова                | Перська мова                                  | пушту и дарі                               |
| Релігія             | Іслам (шиїтського толку)                      | Іслам (сунітського толку)                  |
| ВВП                 | 987,1 млрд $ США (12 800 $ на душу населення) | 21,39 млрд $ США (687 $ на душу населення) |
| ІРЛП                | 0,742                                         | 0,374                                      |

## Історія
Обидві країни поєднує загальна культура, історія та мова.
У 1978 відносини між країнами погіршилися через політичну нестабільність в Афганістані.
У 1998 таліби захопили іранське консульство в Мазарі-Шаріфі і розстріляли співробітників і дипломатів, що знаходилися там. Після цього інциденту Іран планував військове вторгнення до цієї країни, але втручання Ради Безпеки ООН та США змусили іранців відмовитись від цих планів.
У 2001 зросла напруженість у міждержавних відносинах через те, що меншість шиїтів Афганістану почала зазнавати нападів з боку Талібану, в цей час Іран почав підтримувати Північний альянс.
У жовтні 2001 після вторгнення до Афганістану Міжнародних сил сприяння безпеці та падіння режиму талібів двосторонні відносини між Іраном та Афганістаном покращилися.
У 2010 НАТО звинуватило Іран у підтримці ісламістів Талібану.

## Торгівля
У 2008, згідно з даними Торгово-промислової палати Афганістану, іранський експорт до Афганістану становив суму в 800 млн. доларів США. Іран імпортував з Афганістану товарів на 4 млн. доларів США (фрукти, мінерали, дорогоцінні вироби та спеції).